# 洱海南星
洱海南星（学名：Arisaema undulatum）是天南星科天南星属的植物，为中国的特有植物。分布在中国大陆的云南等地，生长于海拔2,100米的地区，目前尚未由人工引种栽培。